# 크라이스트처치 유나이티드 FC
크라이스트처치 유나이티드 FC(Christchurch United Football Club)는 뉴질랜드 크라이스트처치에 있는 아마추어 축구단이다. 구단은 주니어 및 시니어 수준의 다양한 국내 축구 대회에서 참가한다. 클럽은 6개의 뉴질랜드 내셔널리그 타이틀과 6개의 채텀 컵 트로피를 획득했다. 또한 현재 사우스던 리그 챔피언이다.

## 역사
창단
1970년대 초 여러 크라이스트처치 구단의 합병과 지원을 통해 창단되었다.
관련된 팀은 크라이스트처치 시티 AFC, 웨스턴 AFC, 샤므로크 및 캐시미어 테크니컬 FC 등이 이었지만, 이 구단 중 일부는 유나이티드가 창단된 후에도 별도의 팀을 계속 운영했다.
영광의 해
1970년 뉴질랜드 내셔널리그가 결성되었을 때 크라이스트처치 유나이티드는 남섬에서 유일한 첫 대회에 참가한 지원팀이였다. 크라이스트처치 유나이티드 선수단은 대회 첫 시즌에 로빈 테일러가 기즈번 시티를 상대로 4골을 넣은 후 '해트트릭을 기록한 최초의 선수'를 포함하여 여러 이정표를 세웠다. 유나이티드는 내셔널 리그 첫 시즌을 이스턴 서베브스와 챔피언 베이 올림픽 FC에 이어 3위로 마쳤다. 두 번째 시즌은 또 다른 3위로 끝났으며 이번에는 챔피언 유니버시티-마운트 웰링턴 AFC에게 1점 차이로 타이틀을 놓쳤다.
1972년 시즌에 크라이스트처치 유나이티드는 마운트 웰링턴을 꺾고 채텀컵 우승을 첫 트로피를 획득했다. 1972년 첫 우승에 이어 크라이스트처치 유나이티드는 1973년 내셔널리그 우승을 차지했다. 유나이티드는 18경기에서 11골만 실점하고 승점 8점차로 우승을 기록했다. 1974년 유나이티드는 클럽 레전드 이안 파크와 브라이언 하드맨의 골로 웰링턴 다이아몬드 유나이티드를 2-0으로 이기고 두 번째 채텀 컵에서의 우승을 이루었다.
1975년 시즌은 경쟁적인 노스 쇼어 유나이티드팀을 상대로 내셔널 리그와 채텀 컵에서 모두 우승하면서 클럽 역사상 최고의 시즌을 보냈다. 이 더블은 뉴질랜드 축구 역사상 처음으로 달성된 기록이며 클럽 역사상 가장 인상적인 시즌으로 남아 있다. 1975년 시즌에 유나이티드에서 뛰었던 전 뉴질랜드 국가대표 필 단도(Phil Dando)는 강한 위닝 멘탈리티와 축구의 꿈을 쫓는 "놀라운 내면의 추진력"을 가진 팀을 칭찬했었다. 이후 17세의 스티브 섬너의 등장으로 이 말은 이루어지게 되었다. 그의 훈련과 게임에서의 모습으로 그는 이제 구단의 전설적인 인물이 되었다. 이후 실망스러운 두 시즌 지나고, 유나이티드는 1978년 세 번째 내셔널리그 우승을 차지하기 위해 반등했는데, 이는 주로 22경기에서 16골만 실점한 거의 흔들리지 않는 후방 라인 덕분이었다.
1980년대
1980년대 초에는 크라이스트처치 유나이티드가 1970년대에 달성한 것과 같은 성공을 거두지 못했는데, 호주 리그로 선수들이 떠난 것이 주된 이유였다. 1987년 유나이티드가 내셔널 그 타이틀을 확보하기 위해 마지막 7경기 연속 승리를 거두면서 이러한 흐름이 바뀌기 시작했다. 구단은 또한 지금은 없어진 NZFA 챌린지 컵에서 우승했지만 두 경기에서 유나이티드를 7-3으로 꺾은 기즈번 시티에 의해 트레블은 이루지 못 했다.유나이티드는 1988년 내셔널리그에서 2년 연속 우승을 차지했으며, 여기서 구단은 26경기 시즌 동안 14실점으로 국내 최소 실점 기록을 세웠다. 이 시즌에는 키스 브레이스웨이트가 8-0 승리를 거두는 동안 마누레와를 제치고 6골을 터뜨려 또 다른 기록을 세웠다. 이듬해 크라이스트처치 유나이티드는 로토루아 시티를 7-1로 꺾고 채텀컵 결승전에서 가장 큰 승률을 기록하고 있는 채텀컵에서 다섯 번째 우승을 차지했다.
기즈번 사건
1981년 8월 10일, 경기 전날 밤에 술을 마신 6명의 선수에게 대한 벌금 부과에 대해 선수들과 테리 콘리 감독 사이의 의견 충돌이 발생했다. 6명의 벌금형 선수 중 4명은 벌금을 내지 않았으며, 그들은 술을 마시지 않았다고 주장했다.코치와 선수들 사이의 이러한 대치로 인해 크라이스트처치 유나이티드는 기즈번 시티를 상대로 단 9명의 선수만 투입해야 했으며, 이를 두고 "세계 어느 곳에서도 그 수준의 축구에서 다시는 일어날 것 같지 않은 기이하고 독특한 상황"이라고 묘사되었다. 이 사건은 지역 축구 설화에 "기즈본 사건"으로 영원히 남게 되었으며, 구단의 레전드인 보비 아몬드와 이안 파크를 포함한 4명의 핵심 선수가 구단을 떠나게 되었다.
1990년대
내셔널리그와 채텀 컵 대회에서의 성공에도 불구하고 크라이스트처치 유나이티드는 1975년 이후 트로피를 모두 획득하지 못했다. 하지만 1991년 내셔널리그에서 압도적인 우승을 거둔 크라이스트처치 유나이티드는 이후 치열한 채텀 컵 결승전에서 웰링턴 유나이티드를 2-1로 꺾고 유나이티드가 클럽 역사상 두 번째 더블을 차지했다. 이 1991년 시즌은 종종 1975년 시즌과 함께 클럽 역사상 가장 중요한 시즌 중 하나로 언급된다. 이듬해 내셔널리그 시즌이 끝날 무렵 뉴질랜드 축구 협회에 의해 대회가 해산되었다. 1993년에는 플레이오프 시스템을 갖춘 지역 대회가 도입되었다. 그 결과, 구단은 1990년대를 슈퍼클럽 사우스턴 리그에서 보냈다. 1997년에 크라이스트처치 유나이티드는 크라이스트처치에 기반을 둔 구단 중 하나로 점점 예산을 모으기가 어려워진 타 지역으로의 이동 경비 부담을 덜기 위해 고안된 캔터베리 리그를 제안했다. 이 제안은 약간 변형되어 오늘날의 메인랜드 프리미어리그로 이어졌다.
1998 - 2006 캔터베리 프리미어 리그
캔터베리 프리미어리그의 첫해에 유나이티드 필드는 중앙 수비에서 젊지만 흔들리지 않는 라이언 넬슨과 벤 지그문트를 포함하여 현재 및 미래의 뉴질랜드 국가 대표로 구성된 강력한 팀을 보유했다. 크라이스트처치 유나이티드는 1998년 시즌에서 67득점 6실점으로 7점 차로 우승했다. 그 후 3년은 크라이스트처치 유나이티드, 크라이스트처치 레인저스, 새로 결성된 할스웰 유나이티드 간의 3자간 전투가 되었으며, 여기서 유나이티드는 다른 두 팀의 우위를 극복하기 위해 고군분투했다. 다음 몇 시즌 동안 자금 부족으로 구단은 순위표 아래로 미끄러졌고 클럽은 역사상 처음으로 2006년에 강등되었다.
2007년 – 2016년
캔터베리 풋볼 2부 리그의 경쟁은 치열하기로 악명이 높았으며, 벤사이드가 지배적인 2007년 시즌을 보내 3위 유나이티드를 14점차로 따돌리며 경기를 마쳤다. 2008 시즌 두 번째 경기에서 에이번 유나이티드와의 치열한 경기에서 3-2 승리를 거둔 팀은 캔터베리 유나이티드와의 결승전에서 6-0 승리를 거두었다. 유나이티드는 몇 년 동안 메인랜드 프리미어 리그 하단에서 싸웠고, 2010-2011년 크라이스트처치 지진으로 QEII 스타디움이 파괴된 후 홈구장을 잃으면서 팀은 1974년부터 쭉 홈구장이였던 곳에서 다른 곳으로 이전해야 했다. 잉글리시 파크에서 홈 경기를 치르고 있는 유나이티드는 2012년에 두 번째로 강등되었다. 두어 번의 힘든 시즌 끝에 클럽은 2014년에 다시 한 번 메인랜드 프리미어 리그로 승격되었다.다음 시즌부터 유나이티드는 유소년 시스템에도 신경 쓰는 등의 활동을 이어갔지만 2015년에 클럽은 세 번째 강등을 당했다

## 트로피
- 내셔널리그 우승 ● : 1973, 1975, 1978, 1987, 1988, 1991
- 채텀 컵 우승 ● : 1972, 1974, 1975, 1976, 1989, 1991
- 캔터베리 리그 챔피언 ● : 1998, 2022
- 캔터베리 디비전 1 ● : 2008, 2014
- 캔터베리 챔피언십 리그 ● : 2019

## 선수 명단

### 현역
- 폴 아이필(2021 ~ )